# Heinz Jörg Fuhrmann
Heinz Jörg Fuhrmann (* 4. Dezember 1956 in Duisburg) ist ein deutscher Eisenhütteningenieur und Industriemanager.

## Leben
Nach dem Abitur 1975 studierte Fuhrmann Eisenhüttenkunde an der RWTH Aachen mit Abschluss 1980. Darauf wurde er wissenschaftlicher Mitarbeiter des Betriebsforschungsinstituts (BFI) des VDEh in Düsseldorf.
1983 wurde Fuhrmann Referent in der Technischen Betriebswirtschaft der Klöckner-Werke AG in Duisburg. 1986 übernahm er die Leitung der Abteilung Unternehmensstrategie. 1990 wurde er Prokurist der Hauptabteilung Verarbeitung/Technische Organisation. 1992 folgte die Ernennung zum Direktor und Leiter der Hauptabteilung Maschinenbau. 1993 übernahm er die Leitung der Hauptabteilung Controlling in der Holding der Klöckner-Werke AG.
Neben seiner Berufstätigkeit bildete sich Fuhrmann an der Akad-Hochschule weiter, erarbeitete die Dissertation Integriertes Planungsmodell für die Erzversorgung eines europäischen Küstenstahlwerkes, mit der er 1990 von der TU Berlin promoviert wurde.
Zum 1. August 1995 wechselte Fuhrmann zur Preussag Stahl AG der Preussag AG und leitete als Generalbevollmächtigter die zentrale Unternehmensplanung. Am 1. Oktober 1996 wurde er stellvertretendes Vorstandsmitglied und 1997 Vollmitglied mit der Zuständigkeit für den Grobblechbereich sowie für die Tochter- und Beteiligungsgesellschaften. 1998 erfolgte der Übergang in die Salzgitter AG und 2000 die Übernahme der Mannesmannröhren-Werke. Am 1. Januar 2001 wurde er verantwortlich für den erweiterten Bereich Controlling, Finanz- und Rechnungswesen, Investor Relations, Informationstechnologie und Steuern. In dieser Position trug er wesentlich zur Neuausrichtung auf Stahl, Röhren, Handel und Dienstleistungen bei. 2007 wurde er Stellvertretender Vorstandsvorsitzender und zuständig für den nach der Klöckner-Werke-AG-Übernahme neu gebildeten Bereich Technologie. Am 1. Februar 2011 übernahm er den Vorstandsvorsitz der Salzgitter AG. Zum 1. Juli 2021 übergab Fuhrmann das Amt des Vorstandsvorsitzenden an Gunnar Groebler und trat in den Ruhestand.
Seit 1978 ist Fuhrmann Mitglied des VDEh, in dessen Vorstand er 1998 berufen wurde. 2000 trat er in den Vorstand der Wirtschaftsvereinigung Stahl ein. 2008 wurde er Honorarprofessor der Fakultät für Georessourcen und Materialtechnik der RWTH Aachen. Zum 1. Januar 2014 wurde er in den Senat der Fraunhofer-Gesellschaft gewählt, dessen Vorsitz er zum 1. Januar 2016 übernahm.